# Pseudodiosaccopsis mesogeae
Pseudodiosaccopsis mesogeae is een eenoogkreeftjessoort uit de familie van de Miraciidae. De wetenschappelijke naam van de soort is voor het eerst geldig gepubliceerd in 1964 door Por.